# Pia Toscano
Pia Ann Rose Toscano (Nova York, 14 de outubro de 1988) é uma cantora estadunidense mais conhecida por ter sido uma das finalistas da décima edição do programa American Idol, quando ficou em nono lugar. A sua eliminação foi considerada pela imprensa uma das menos esperadas da história do reality, sendo uma surpersa até para os jurados do concurso. Contudo, o produtor do programa Nigel Lythgoe não se mostrou surpreso com a eliminação, já que, por ter acesso aos números das votações, sempre soube que Pia não era uma das favoritas do público.

## Biografia
Nascida no dia 14 de outubro de 1988, Pia Toscano nasceu e cresceu na vizinhança de Howard Beach, em Nova York, filha de Jane e Pat Toscano, descendentes de italianos. Toscano começou a se apresentar em shows de talentos a partir dos quatro anos de idade. Em 2006, se formou na LaGuardia High School of the Performing Arts, situada na cidade de Nova York.
Antes de participar do American Idol, ela trabalhou como maquiadora, além de cantar em casamentos como vocalista da banda "Current Affair. Suas influências musicais passam por grandes vozes da música estaduninense, como Mariah Carey, Whitney Houston, Celine Dion e Etta James.

## American Idol

### Resumo
Toscano participou das audições do American Idol por quatro vezes. Em 2007, ela avançou à rodada de Hollywood, mas foi cortada logo no primeiro dia. Em 2010, Pia foi cortada antes da formação do Top 24 e em 2011, finalmente, se tornou uma das finalistas do programa, terminando na nona posição. 

### Performances/Resultado
| Semana                       | Tema                                           | Música escolhida                                       | Artista Original  | Ordem | Resultado |
| ---------------------------- | ---------------------------------------------- | ------------------------------------------------------ | ----------------- | ----- | --------- |
| Audição                      | Escolha do Auditor                             | "Until You Come Back to Me (That's What I'm Gonna Do)" | Aretha Franklin   | N/A   | Avançou   |
| Rodada de Hollywood, Parte 1 | Primeiro Solo                                  | Não foi ao ar                                          | N/A               | N/A   | Avançou   |
| Rodada de Hollywood, Parte 2 | Performance em Grupo                           | "Grenade"                                              | Bruno Mars        | N/A   | Avançou   |
| Rodada de Hollywood, Parte 3 | Segundo Solo                                   | Não foi ao ar                                          | N/A               | N/A   | Avançou   |
| Rodada de Las Vegas          | Músicas dos The Beatles - Performance em Grupo | "Can't Buy Me Love"                                    | The Beatles       | N/A   | Avançou   |
| Rodada Final de Hollywood    | Solo Final                                     | "Doesn't Mean Anything"                                | Alicia Keys       | N/A   | Avançou   |
| Top 24 (12 Mulheres)         | Escolha Pessoal                                | "I'll Stand by You"                                    | The Pretenders    | 12    | Avançou   |
| Top 13                       | Seu Ídolo Pessoal                              | "All by Myself"                                        | Eric Carmen       | 5     | Salva     |
| Top 12                       | Ano Em Que Nasceu                              | "Where Do Broken Hearts Go"                            | Whitney Houston   | 7     | Salva     |
| Top 11                       | Motown                                         | "All in Love Is Fair"                                  | Stevie Wonder     | 8     | Salva     |
| Top 11                       | Elton John                                     | "Don't Let the Sun Go Down on Me"                      | Elton John        | 4     | Salva     |
| Top 9                        | Calçada da Fama do Rock & Roll                 | "River Deep - Mountain High"                           | Ike & Tina Turner | 7     | Eliminada |

## Pós-Idol
Após a inesperada e precoce eliminação, Pia Toscano fez aparições em diversos programas da TV dos Estados Unidos, tais quais The Tonight Show with Jay Leno, Live! with Regis and Kelly, The Today Show e The Ellen DeGeneres Show, além de cantar na competição de dança Dancing with the Stars.
Muitos rumores deram conta de que Toscano havia assinado contrato com uma gravadora antes mesmo do término da décima edição do Americana Idol, mas foi só em julho de 2011 que a cantora foi anunciada pela Interscope Records como nova contratada. Seu primerio single This Time foi lançado digitalmente no dia 13 de julho de 2011.

## Discografia

### Singles
| Ano  | Single      | Melhores posições | Melhores posições | Certificações | Álbum             |
| Ano  | Single      | EUA               | CAN               | Certificações | Álbum             |
| ---- | ----------- | ----------------- | ----------------- | ------------- | ----------------- |
| 2011 | "This Time" | 104               | —                 | —             | Álbum não lançado |